# 三浦久 (政治家)
三浦 久（みうら ひさし、1931年1月1日 - 2024年4月3日）は、日本の政治家、弁護士。元衆議院議員（日本共産党所属、通算5期）。日本共産党名誉幹部会顧問。

## 来歴
秋田県北秋田郡阿仁合町（阿仁町を経て現在は北秋田市）出身。1954年明治大学法学部を卒業後、弁護士となる。総評弁護団にて三井三池争議の弁護を担当していた縁で北九州市に居住、同地に弁護士事務所を開設。地元北九州市小倉北区（事件発生当時は小倉区）から西日本一帯に広まったカネミ油症事件では弁護団の副団長も務めた。
1971年の北九州市長選に社共共闘で出馬するも無所属現職の谷伍平（自民、民社推薦）に敗れる。翌年の総選挙で旧・福岡4区から出馬し初当選を果たす。当選5回。1993年の総選挙で次点に終わる。
北九州市小倉北区の北九州第一法律事務所に勤務していた。自由法曹団員。
2024年4月3日、北九州市の病院で老衰のため死去。93歳没。

## 選挙歴
| 当落 | 選挙                   | 執行日         | 年齢 | 選挙区    | 政党       | 得票数    | 得票率 | 定数 | 得票順位 /候補者数 | 政党内比例順位 /政党当選者数 |
| ---- | ---------------------- | -------------- | ---- | --------- | ---------- | --------- | ------ | ---- | ------------------ | ---------------------------- |
| 落   | 北九州市長選挙         | 1971年         | ー   | ー        | 無所属     | ー票      | ー     | 1    | ー/ー              | /                            |
| 当   | 第33回衆議院議員総選挙 | 1972年12月10日 | 41   | 旧福岡4区 | 日本共産党 | 6万380票  | 13.69% | 4    | 4/9                | /                            |
| 落   | 第34回衆議院議員総選挙 | 1976年12月05日 | 45   | 旧福岡4区 | 日本共産党 | 6万8293票 | 14.84% | 4    | 5/7                | /                            |
| 当   | 第35回衆議院議員総選挙 | 1979年10月07日 | 48   | 旧福岡4区 | 日本共産党 | 8万570票  | 18.09% | 4    | 4/6                | /                            |
| 当   | 第36回衆議院議員総選挙 | 1980年06月22日 | 49   | 旧福岡4区 | 日本共産党 | 7万4435票 | 17.19% | 4    | 4/5                | /                            |
| 当   | 第37回衆議院議員総選挙 | 1983年12月18日 | 52   | 旧福岡4区 | 日本共産党 | 7万9154票 | 18.30% | 4    | 4/5                | /                            |
| 落   | 第38回衆議院議員総選挙 | 1986年07月06日 | 55   | 旧福岡4区 | 日本共産党 | 7万3412票 | 15.84% | 4    | 5/6                | /                            |
| 当   | 第39回衆議院議員総選挙 | 1990年02月18日 | 59   | 旧福岡4区 | 日本共産党 | 7万6603票 | 16.05% | 4    | 3/8                | /                            |
| 落   | 第40回衆議院議員総選挙 | 1993年07月18日 | 62   | 旧福岡4区 | 日本共産党 | 5万3435票 | 12.23% | 4    | 5/7                | /                            |